# Coelioxys bruneri
Coelioxys bruneri är en biart som beskrevs av Cockerell 1918. Coelioxys bruneri ingår i släktet kägelbin, och familjen buksamlarbin. Inga underarter finns listade i Catalogue of Life.